# Primera Fundación
La Primera Fundación, a menudo llamada la Confederación de la Fundación o simplemente La Fundación, es el órgano político ficticio y la nación principal, protagonista de la Serie de la Fundación de Isaac Asimov, el cual sigue toda su evolución a lo largo de 500 años. 
A partir de una colonia científica situada en los extremos de la galaxia, tiene éxito en medio milenio, gracias al Plan Seldon, a formar una federación que abarcara un tercio de la galaxia. 

## Historia

### Seldon, Hardin y Mallow: Los Tiempos Heroicos

#### Hari SeldonFundación
Hari Seldon es el desarrollador principal de la psicohistoria, ciencia presentada en la Convención Decenal de Matemáticas, la cual plantea la posibilidad matemática de predecir, de forma teórica, el futuro del Imperio Galáctico. A raíz de esta presentación Seldon sufrirá una serie de aventuras narradas en los libros Preludio a la Fundación y Hacia la Fundación. Seldon quien predice la caída del Imperio, inicia una investigación que culminara con la idea de establecer una Fundación que en un período de 1000 años se convertiría en el Segundo Imperio. Seldon idea el Proyecto Enciclopedia, para camuflar la Fundación psicohistórica y, en colaboración con el Jefe de Bibliotecarios Las Zenow, elige el planeta Términus como sede del Proyecto Enciclopedia. Años más tarde Hari Seldon será juzgado por la Comisión de Seguridad Pública, llegando a convencer a la Comisión de que los Enciclopedistas (98.572 personas entre científicos y sus familias) preparan su "exilio" en Terminus, bajo control de Gaal Dornick.

#### Salvor HardinSupervivencia
Tras la llegada de los colonos a Términus se establece la llamada Junta de Síndicos, formada por científicos especializados, con el único propósito de crear la Enciclopedia Galáctica. Hacia el año 50 EF, la junta es presidida por el Doctor Lewis Pirenne quien no tiene una visión muy clara de la realidad. Salvor Hardin, protagonista de los cuentos de Los Enciclopedistas y de Los Alcaldes, es en esa misma época el alcalde de Ciudad Términus, capital del planeta. Hardin es quien informa a Pirenne de la grave situación que estos corren. La Prefactura de Anacreonte se ha independizado y ya no les llegan los materiales básicos como el metal. Pero para ese momento, la Fundación era la única poseedora de plantas de energía atómica, mientras que el abandono y la independencia de los cuatro grandes reinos de esa Periferia los obliga a volver a la energía del carbón.Por eso, el Reino de Anacreonte decide amenazar a Términus y exigir la instalación de una base militar anacreontiana en suelo terminiano para establecer un «Protectorado», y, de paso, obtener energía atómica.
Justo en esos instantes, aparece en la Bóveda del Tiempo, la primera proyección de Hari Seldon, marcando la primera crisis de la Fundación. Aclara que la idea de la Enciclopedia Galáctica es una farsa (como lo había proclamado Hardin) y que deben prepararse a restaurar el orden en la Galaxia.
Los Enciclopedistas derrotados por su propia ignorancia deciden reaccionar, aunque para ese tiempo el golpe de estado de Hardin ya esta en marcha. Con la ayuda de su amigo Yohan Lee, derroca a los enciclopedistas y toma el poder a la fuerza, y se prepara para no hacer nada. Es entonces cuando, tras un mes de ocupación, los anacreontianos se retiran por la siguiente lógica: Si tomaban Términus, los otros tres reinos ambiciarían el poder de Anacreonte y lo destruirían. Es así como la Fundación vivió durante 30 años en ese frágil equilibrio utilizando la llamada religión de la ciencia para controlar a los otros Reinos.
En el año 80 E.F., Hardin sigue siendo alcalde, y se precipita la segunda Crisis Seldon. Anacreonte amenaza otra vez, esta vez debido a los ánimos belicosos del regente, Wienis, y del heredero al trono, Leopold I. Durante ese tiempo, Hardin le había concedido todos los avances tecnológicos y energía atómica a los Cuatro Reinos: mejorándolos militar, social y económicamente. Gracias a esto, se había creado una religión en torno a la ciencia de la Fundación: las máquinas atómicas eran creadas y manejadas por «sacerdotes», que obedecían la voluntad del «Espíritu Galáctico», y sus mensajeros, la Fundación. Los únicos que no creían en esto eran los mismos miembros de la Fundación. En Términus, surge un poderoso grupo opositor a la -aparentemente- política pacifista de Salvor Hardin, dándole armas y beneficios a sus propios enemigos. Sef Sermak lideraba este grupo e iban camino a dominar el Consejo Municipal en las próximas elecciones. Así es como, cuando Wienis decreta el ataque a la Fundación, los soldados de la Fundación no obedecen, mientras que Anacreonte es apagado por los sacerdotes, que ven el ataque a la Fundación como sacrilegio, y apagan todos los reactores. La flota se detiene y Wienis falla. Hardin, que viajó a Anacreonte y fue arrestado por Wienis para que viera la destrucción de la Fundación, ahora es liberado y Wienis se suicida. Así impera la religión sobre el poder de la monarquía. Hardin, habiendo resuelto la segunda crisis Seldon, de nuevo sin violencia, pasa a ser considerado como uno de los grandes junto al mismísimo Hari Seldon.
Una de las citas más famosas de Salvor Hardin es: "La violencia es el último recurso del incompetente"

#### Hober MallowApogeo
Menos de un siglo después 3 naves de la Fundación, equipadas con explosivos nucleares y campos de defensa, desaparecen en los territorios de la República de Korell, una nación independiente gobernada por la familia Argos. Es así como Hober Mallow es contratado para descubrir el destino de las 3 naves de la Fundación perdidas en aquel sector, así como investigar la posibilidad de que Korell haya desarrollado la tecnología nuclear. Mallow evita una trampa (un miembro de la policía secreta de Korell disfrazado como un sacerdote de la Fundación). Tras una entrevista con el Comodoro Asper el Bienamado de Korell gobernante absoluto del sector, Mallow consigue iniciar lo que seria un comerció entre la Fundación y Korell que más tarde desembocará en la dependencia korelliana del comercio de la Fundación. 
Después de haber sido proclamado Alcalde tras una revolución popular, Mallow dirige a la Fundación durante la Tercera Crisis Seldon. En este caso, la Crisis implicó una guerra inminente con Korell y los restos del Imperio Galáctico inmediatamente colindantes con Korell. La solución de Mallow, evocadora de los años de Salvor Hardin, es transformar a la economía korelliana (así como el sustento de su población) en dependiente de la mercancía de la Fundación. "La guerra" termina 3 años más tarde como una "de las menores guerras luchadas en la Historia Galáctica", según la Enciclopedia Galáctica, y Mallow transforma el poder y la influencia de la Fundación de principalmente religioso a principalmente económico, convirtiendo a Términus en una plutocracia.

### La llegada deel Último de los Imperiales
Bel Riose seguramente se ganó el título de "el Último de los Imperiales". Fue un hombre de gran genio militar, siendo también el militar valiente, competente, bueno, ni demasiado joven, ni demasiado viejo, que tomaba riesgos deliberados, y era popular entre la tropa. Lamentablemente para él, vivió en la etapa de la decadencia final del Imperio Galáctico. Riose anhelaba los días grandiosos del antiguo Imperio, cuando los generales demostraron su valor con el fin de anexionar nuevos planetas al Imperio. Riose consiguió su posibilidad cuando él oyó los rumores "de los magos" de Ducem Barr y otros, en referencia a los científicos de la Fundación. En aquel tiempo, la Fundación controlaba económicamente gran parte de la Periferia de la Vía Láctea. La influencia económica de la Fundación había llegado hasta la frontera exterior del decadente Imperio, que se mantenía firme en el Centro Galáctico.
Como un defensor leal y patriótico del original Imperio Galáctico, Riose fue impresionado por la leyenda del Plan de Hari Seldon de crear un Segundo Imperio construido por la Fundación, por lo cual ésta era una verdadera amenaza. Con varios de los últimos "barcos de la línea", los pináculos de valor tecnológico y militar del Imperio (del cual pocos permanecieron intactos en aquella época de declive), que fueron dispuestos por Riose en la Periferia Galáctica con el propósito de conquistar a la Fundación en nombre del Imperio y el Emperador.
Seldon había predicho que la Fundación sobreviviría a todas las pruebas y Bel Riose sabía esto, pero él apuesta su vida en contra de la "mano muerta" de la psicohistoria de Seldon. En el combate, Riose repetidamente derrota a la Fundación por la brillante planificación táctica y estratégica. Riose penetró hasta los Cuatro Reinos, el núcleo político de la Fundación, acercándose peligrosamente a Términus, capital de la Fundación. Sin embargo, antes de que pudiera completar su conquista, fue arrestado y ejecutado por el Emperador Cleón II, quien temía que Riose lo traicionara y ocupara el trono del Imperio Galáctico. 
Irónicamente Riose nunca pretendió ocupar el trono imperial y únicamente buscaba servir fielmente a su emperador. En años posteriores, Riose fue olvidado por la gente de la Fundación, como su mitología nacional requirió que El Mulo se transformara en la amenaza exclusiva central a la construcción del Segundo Imperio por parte de la Fundación.

### La Consolidación de la Decadencia: Los Indbur, El Mulo y la Unión de Mundos
Tras la "derrota" de Bel Riose, la Fundación asegura de una forma total su dominio sobre la Periferia y los territorios circundantes. Es hacia mediados del siglo III de EF cuando se establece por primera vez en la historia de la Fundación una dictadura personalista y hereditaria. Por los tiempos de la Quinta Crisis, quien gobernaba la Fundación era el Alcalde Indbur III. Indbur III era nieto del alcalde Indbur I, un tirano brutal y eficiente que había exhibido la primera de estas cualidades por su modo de hacerse con el poder, y la segunda por su destreza en eliminar los últimos restos de las elecciones libres y la habilidad todavía mayor con la que mantenía un gobierno relativamente pacífico, e hijo de Indbur II, el primer alcalde que accedió al puesto por derecho de nacimiento y el menos importante de los tres, pues no era brutal ni eficiente, sino simplemente un excelente tenedor de libros que había nacido en la familia equivocada.
Durante los tiempos de la Quinta Crisis había aparecido un misterioso personaje conocido por todos como El Mulo que gobernaba el planeta de Kalgan de un modo completamente diferente de los otros señores de la guerra. Este misterioso hombre resultó ser al final el primer y único personaje en la historia galáctica que consiguió conquistar a la Fundación. Tras la conquista de la Fundación y el derrocamiento de la dinastía Indbur, El Mulo estableció la Unión de Mundos, organización política que pretendía sustituir a la Fundación, y en los territorios de la Fundación un Virreinato que curiosamente fue gobernado por el antiguo Señor de la Guerra de Kalgan. Fue entonces cuando El Mulo se lanzó a la conquista del Universo aunque, misteriosamente, tras 5 años de expansión abandonó sus planes expansivos y se convirtió en el déspota ilustrado que gobernó su feudo hasta su muerte.

### Confederación: Resurrección, la Guerra de Stettin y la Segunda Fundación
Tras la muerte de El Mulo, Hans Pritcher asume provisionalmente el cargo de Primer Ciudadano de la Unión. Sin la capacidad mental de El Mulo, la Unión de Mundos se desmiembra empezando por la secesión de la misma Fundación. 
Años más tarde, Lord Stettin, el Primer Ciudadano de Kalgan, inducido por la joven Arkady Darell de la Primera Fundación, cree que el Plan Seldon ya no existe y que él está destinado a convertirse en el nuevo emperador de la galaxia. Impulsado por su ambición conquistadora y con la creencia en su poderosa armada, lanza una guerra de seis meses contra la Fundación. La Guerra finalizara con una aplastante derrota para los Kalganianos en la Batalla de Quoriston y será obligado a firmar a principios del año 377 EF (76 EPC), un tratado humillante: su poder sigue siendo sólo el título de ciudadano en primer lugar. La flota kalganianana se desmonta, las posesiones exteriores del Reino regresan a su independencia y son sujetas a un plebiscito para recuperar su estado anterior, llegando a ser totalmente independientes o con la posibilidad de unirse a la confederación de comercio de la Primera Fundación. La Unión de Mundos se convierte en un pequeño reino independiente y sin holgura y el poderoso Imperio de El Mulo se reduce al título de Primer Ciudadano. 
Es entonces tras la caída definitiva de la Unión, cuando en el seno de la Fundación empieza a nacer el temor, inducido por las viejas divisas de la Unión de El Mulo, de que puede existir una Segunda Fundación que domine mentalemente a la Primera. Es entonces cuando el Dr. Toran Darrell II y Elvett Semic desarrollan el dispositivo "mente estática" que anula los poderes mentales de los psicohistoriadores. Pelleas Anthor convence a la Fundación de que la Segunda Fundación está en Terminus, haciendo que 50 miembros de la Segunda Fundación sean exiliados a Zoranel.

### Golan Trevize: El fallo del Plan Seldon, Gaia y laCuestión del Origen
Golan Trevize, consejero de la Fundación, es un firme creyente de que el Plan Seldon nunca existió: esto lo pudo observar a partir de un pensamiento tras las elecciones: "¿Y si realmente todavía existiera?", y luego a partir de la visita de Seldon en el 498 EF, al pensar que el plan era demasiado perfecto. Luego pensó que el Plan todavía debía estar bajo el control completo de la destruida Segunda Fundación. Esto derivó en su arresto por traición y posterior exilio de Términus ordenado por la Alcaldesa Branno. Al mismo tiempo se produce la Octava Crisis Seldon: La capital de la Fundación permanece en Terminus y no es trasladada a un punto más céntrico de la galaxia. 
Golan Trevize junto con el historiador Janov Pelorat es mandado al exilio bajo el pretexto de buscar la Tierra, aunque sin embargo su objetivo era encontrar a la Segunda Fundación, pensando que era, en un principio, los guardianes del Plan.
Trevize finalmente tropezó con Gaia: Supo finalmente que ellos también velaban por la humanidad y también le narran la antigua historia de los robots de los humanos y las Tres leyes de la robótica. Luego, tras haber reunido las facciones de la Primera y la Segunda fundación junto a Gaia, se le pidió a Trevize que escogiera el futuro de la Galaxia -la Confederación de la Fundación, la Segunda Fundación o Galaxia-. Trevize eligió Galaxia, lo cual fue un pretexto para dar tiempo a su resolución final, ya que "Galaxia" tardaría generaciones, inclusive siglos.
Tras haber descubierto los llamados planetas espaciales, Aurora, Solaria y Melpomenia, llega finalmente a Alpha donde descubren los últimos vestigios de la raza humana proveniente directamente de la Tierra. Finalmente encontró la Tierra y descubrió que era verdaderamente radioactiva e inhabitable. Sin embargo, en su satélite natural cercano, la Luna, encontró a R. Daneel Olivaw (un robot humaniforme muy avanzado, custodio de la humanidad y la Galaxia en los últimos 20.000 años y dotado de grandes poderes psíquicos) quien había manipulado a Trevize desde que dejó Términus para que trajera a su heredero, un joven solariano hermafrodita llamado Fallom. En la Luna y en presencia de Daneel y sus acompañantes de viaje Trevize se convence de lo acertado de su decisión: el Plan Seldon tiene un defecto esencial que a la larga lo hará inviable; tal vez la humanidad no es la única especie inteligente y expansiva que habita el Universo, pues, "fuera de la Galaxia hay otras galaxias". Por tanto, la organización de Galaxia es la única respuesta posible frente a una hipotética intromisión alienígena.

### Galaxia y el Segundo Imperio Galáctico
Finalmente, alrededor del años 1000 EF, se funda el Segundo Imperio Galáctico, en el fondo meramente el primer paso para hacer de la galaxia un ser consciente. En los 45.000 años siguientes tiene lugar el primer contacto entre la Via Láctea y especies procedentes de otras galaxias, produciéndose conflictos entre ambos tipos de vida. 
Pasados 2.000.000 de años, la mayor parte del universo conocido está agrupado en una serie de galaxias conscientes cuyo mayor problema es luchar contra el segundo principio de la Termodinámica para asegurarse su propia supervivencia. De conseguirlo se llegaría a un universo inmortal (La última pregunta, de Isaac Asimov).
- Datos: Q30915797